# Фельдман-Конрад, Наталия Исаевна
Наталия Исаевна Фельдман-Конрад (1903 — 1975) — советская переводчица японской и английской литературы на русский язык, автор словаря и самоучителя японского языка. Архив Н. Фельдман-Конрад хранится в Москве, в РГАЛИ.

## Биография
Родилась в 1903 году в Новомосковске Екатеринославской губернии. В 1924 году окончила факультет общественных наук Ленинградского университета. в 1922 году поступила на японский разряд Петроградского института живых восточных языков, который окончила в 1925 году. Училась у Николая Конрада, женой которого вскоре стала. С 1935 года член Союза писателей СССР.
В 1944 году защитила диссертацию и получила звание кандидата филологических наук. В 1972 защитила также и докторскую диссертацию.